# 東京都道164号拝島停車場線
東京都道164号拝島停車場線（とうきょうとどう164ごう はいじまていしゃじょうせん）とは。かつて存在した道路で、東京都昭島市松原町のJR拝島駅南口から、同町と福生市大字熊川との境界上の国道16号・東京都道7号杉並あきる野線（睦橋通り）交点に至る道路。

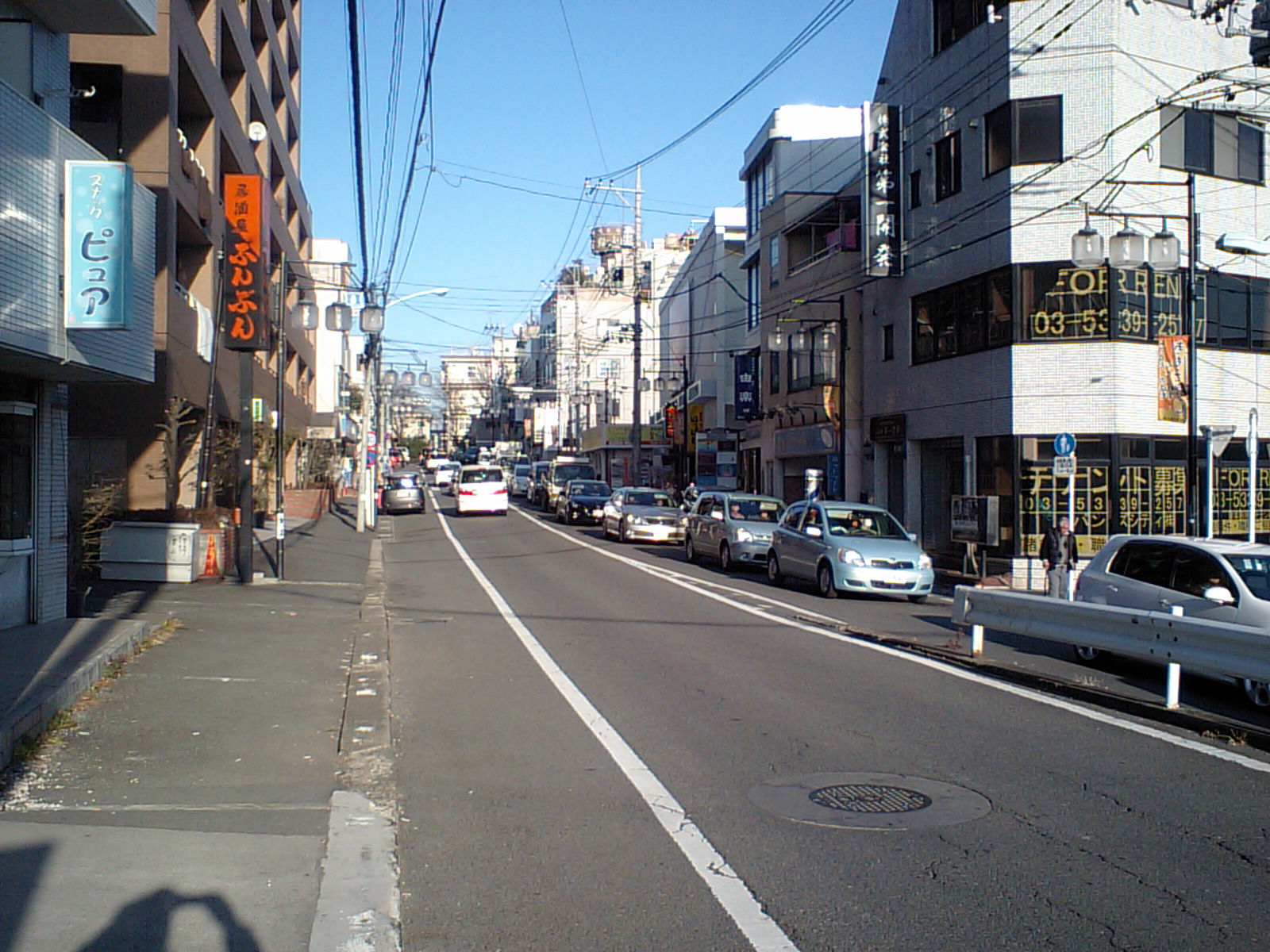
福生市熊川（左）・昭島市松原町（右）付近

## 道路概要
- 陸上距離：349m
- 起点：東京都昭島市松原町（拝島駅南口）
- 終点：東京都昭島市松原町・福生市大字熊川（武蔵野橋南交差点＝国道16号・東京都道7号杉並あきる野線（睦橋通り）交点）

拝島駅南口区画整理事業の一環で、2016年4月廃止

## 交差・接続する道路
起終点以外の、国道、都道府県道はなし。

## 沿道状況
拝島駅南口から南西に進路をとり、国道16号（瑞穂・横浜方面）と睦橋通り（檜原方面）との交差点で指定区間を終えていた。

## 通過する自治体
- 昭島市
- 福生市